# Гокон IV (король Норвегії)
Гокон IV або Гокон Гоконссон (норв. Håkon Håkonsson; 1204—16 грудня 1263) — король (конунг) Норвегії з 1217 по 1263, незаконнонароджений син короля Гокона III та Інги з Вартейга, представник династії Інглінгів.

## Життєпис
Гокона обрала королем фракція біркебейнерів (політичний рух що прагнув об'єднати Норвегію в одну державу) в 1217 році. Він закінчив громадянську війну коли останнє повстання, підняте Скуле Бардсоном було придушене 1240 року. Втягнутий у повстання поет Сноррі Стурлусон загинув того року.

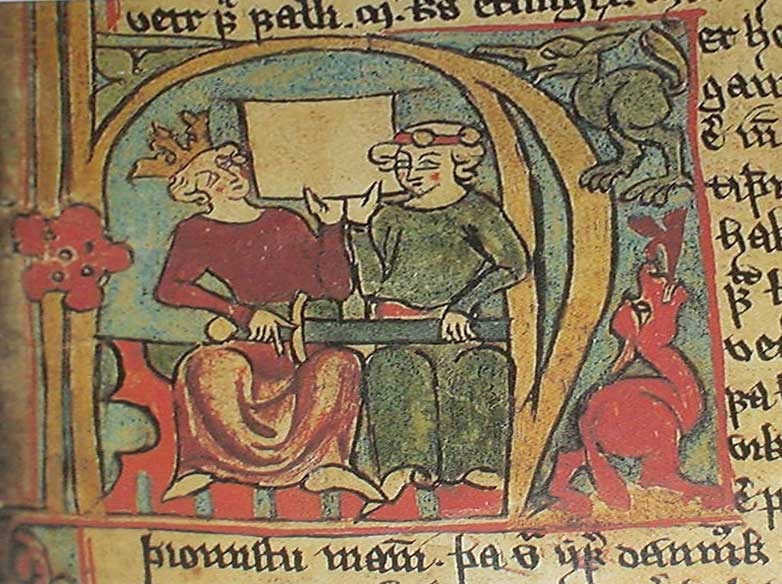
Гокон IV і його син Магнус. Флатейярбок, XIV століття

29 липня 1247 році Гокона офіційно коронував кардинал Гільємо (Вільгельм) з Модени.
Під час правління Гокона Фарерські острови, Гренландія, Ісландія та Норвегія підпали під його владу. Гокон також спробував розширити свій вплив на інші країни, наприклад, видав свою дочку за брата короля Кастилії (1258), мав добрі стосунки з Папою Римським, який хотів зробити його імператором Священної Римської імперії (бл. 1250).
У 1263 році Гокон організував великий норвезький похід, що відбити у короля Шотландії Александра III Гебридські острови, захоплені шотландцями попереднього року. Після декількох успішних боїв та затягнутої кампанії, під час зимової перерви у Керкволлі на Оркнейських островах, Гокон захворів і помер 16 грудня 1263.
Норвегію успадкував син Гокона Магнус VI.
Про Гокона та його сина Магнуса було написано саги «Hákonar saga Hákonarsonar» та «Magnúss saga lagabœtis», автором яких був ісландець Стурла Тордарсон — небіж та учень Сноррі Стурлусона.